# Агишев, Одельша Александрович
Одельша Александрович Агишев (тат. Гаделша Александр улы Агишев, 10 августа 1939, Ташкент) — советский, российский, узбекский киносценарист, преподаватель сценарного мастерства, профессор ВГИК и ВКСР. Заслуженный деятель искусств Российской Федерации (2001), лауреат Государственных премий СССР и Узбекской ССР, лауреат премии «Слово» «За верность профессии».

## Биография
Одельша Агишев родился в 1939 году в Ташкенте. По национальности татарин. В 1956 году окончил Суворовское училище в родном городе, в 1962 году — сценарный факультет ВГИК. Многие фильмы создал в творческом тандеме с режиссёром Эльёром Ишмухамедовым. Наибольшую известность принесли фильмы «Нежность» и «Влюблённые», которые были удостоены международных наград.
С 1985 года — руководитель сценарной мастерской во ВГИК, с 1999 года — профессор. Среди его учеников Пётр Луцик, Алексей Саморядов, Александр Гоноровский, Илья Рубинштейн, Владимир Моисеенко и другие.
1980—1990 годы — председатель Московской гильдии сценаристов.
1986 — 1994 годы — секретарь Союза кинематографистов СССР и России.
Председатель жюри Екатеринбургского открытого фестиваля документального кино «Россия», член жюри и отборочных комиссий многих отечественных кинофестивалей.
С 2013 года — руководитель сценарной мастерской на ВКСР .
С 1997 года Одельша Агишев пишет сценарии документальных фильмов, сотрудничает с режиссёром Андреем Осиповым в работе над циклом «Легенды Серебряного века», каждый фильм которого был удостоен множества наград на отечественных и международных фестивалях, в том числе трижды премии «Ника» в номинации «Лучший неигровой фильм».

### Семья
- Дочь — актриса Дания Агишева
- Сын — Алексей Агишев

## Фильмография

### Автор сценария
- 2015 — «Коктебельские камешки» (неигровой, из цикла «Легенды Серебряного века»)
- 2014 — «Гвоздь» (руководитель авторского коллектива)
- 2011 — «МУР. Третий фронт»
- 2008 — «Планета православия» (неигровой, телесериал)
- 2007 — «Ты меня слышишь?»
- 2006 — «Человек — ветер»
- 2005 — «Степной экспресс»
- 2004 — «Марина Цветаева. Страсти по Марине» (неигровой, из цикла «Легенды Серебряного века»)
- 2004 — «Влюблённые 2»
- 2002 — «Обнажённая натура»
- 2002 — «Охота на ангела, или Четыре любви поэта и прорицателя» (неигровой, из цикла «Легенды Серебряного века»)
- 1997 — «Макс Волошин. Голоса» (неигровой, из цикла «Легенды Серебряного века»)
- 1997 — «Новруз»
- 1993 — «Месть пророка»
- 1990 — «С любовью и болью»
- 1989 — «Шок»
- 1982 — «Юность гения»
- 1980 — «Какие наши годы!»
- 1978 — «Любовь и ярость»
- 1974 — «Последняя встреча»
- 1973 — «Мой добрый человек»
- 1973 — «Встречи и расставания»
- 1970 — «Чрезвычайный комиссар»
- 1969 — «Влюблённые»
- 1966 — «Нежность»
- 1966 — «Белые, белые аисты»
- 1964 — «Буря над Азией»

### Участие в фильмах
- 2010 — «Острова» (Валентин Черных)

## Призы и награды
- 2015 — Сценарная премия «Слово» «За верность профессии» [4].
- 2007 — Приз кинофестиваля «Окно в Европу» имени А. Тарковского  «За последовательность в творчестве и создание философско-поэтической литературы для кинематографа»[5].
- 2005 — Премия Правительства Российской Федерации в области культуры[6].
- 2005 — Приз фестиваля «Золотой минбар» за лучший сценарий игрового кино (фильм «Степной экспресс»)[7].
- 2001 — Заслуженный деятель искусств Российской Федерации.
- 1984 — Государственная премия СССР (за сценарий фильма «Юность гения»)[5].
- 1971 — Государственная премия Узбекской ССР имени Хамзы (за сценарий фильма «Чрезвычайный комиссар»)[5][8].